# Walter Maioli
Walter Maioli (Milan, 1950) est un chercheur italien, paléorganologiste, poly-instrumentiste et compositeur.

## Biographie
Walter Maioli est spécialisé de l'archéologie expérimentale et de la musique, en particulier celle de la civilisation archaïque. Pendant plus de trente-cinq ans, il a fait des recherches sur la musique de la préhistoire et de l'antiquité,. Toujours intéressé par la musique du pourtour du Bassin méditerranéen, depuis le début des années 1970, il a voyagé pour découvrir le folklore italien et les traditions de l'apprentissage des musiques  arabe, africaine, orientale et de la musique Européenne.
En 1972, il fonde le groupe « Aktuala » pionnier de musique du monde, dédié aux folklores musicaux africains et asiatiques.
Dans les années 1980, Walter Maioli centre ses recherches sur le domaine des instruments de la préhistoire. Son travail a été présenté lors du Colloque Archéologique d'Amsterdam, lors de l'ouverture du musée de La Haye. En 1987, il a préparé Natural Art Laboratory of Morimondo dans le Parc du Tessin, travaillant sur l'Art de la nature, la publication de livres sur le sujet, pour l'éditeur milanais Jaca Book : « Le origini il suono e la musica » [Sons et la musique, leurs origines] (1991) et pour la jeunesse, chez Giorgio Mondadori : « L'orchestra della natura » (1991).
En 1991, il a exposé la collection intitulée Les origines des instruments de musique au Musée d'histoire de la Nature à Milan et a présenté l'Art de la Stars, sons pour le planétarium, au Planétarium  Civique de Milan Ulrico Hoelpi, en collaboration avec Fiorella Terenzi. À partir de 1994, pour un an et demi, il a coordonné la partie musicale du parc à thème archéologique d'Archeon à Alphen-sur-le-Rhin aux Pays-Bas, et produit un disque intitulé « 200.000 ans en musique ».
En 1995, il fonde « Synaulia (it) », groupe de musiciens, archéologues, paléontologues et chorégraphes, et dédié à l'application des recherches historiques de l'ancienne musique et de la danse, en particulier pour les anciens Étrusques et la période Romaine. L'ensemble mène une intense activité de conférences, séminaires et concerts en Europe, en particulier aux Pays-Bas et en Allemagne. En Italie, certains de ses spectacles ont été présentés sur les sites archéologiques comme le mausolée d'Auguste, les marchés de Trajan, les thermes de Dioclétien, l'antique Ostie, la Villa d'Hadrien, Palestrina, Pompéi et Stabies, avec l'intention de recréer l'ambiance sonore et le contexte d'exécution de l'époque Romaine. Lorsqu'en 1998, Michael Hoffman, a choisi le groupe Synaulia pour participer au tournage du film Le Songe d'une nuit d'été , Walter Maioli s'est occupé de la reproduction des instruments de musique.
Parmi les collaborations de Walter Maioli et Synaulia, figurent les interprétations avec Giorgio Albertazzi : « Eros voglio cantare », « Intorno a Dante » et  « Mammi, Pappi e Sirene in Magna Grecia », et la composition musicale pour les deux premiers épisodes du programme de télévision sur la RAI 2, « Albertazzi e Fo raccontato la storia del teatro italiano ». Deux mélodies de Synaulia ont été utilisées dans le film Gladiator, réalisé par Ridley Scott.
Walter Maioli et Synaulia se sont occupés des pièces musicales Rome de la BBC-HBO, Empire pour ABC and the New Line Cinema's Nativity (2006), ainsi que d'autres documentaires pour la BBC, CNN, la télévision japonaise, Discovery Channel, National Geographic et des films d'archéologie  expérimentale pour la RAI, CNN, le Musée national étrusque de la villa Giulia à Rome et d'autres musées en Allemagne. Depuis novembre 2007, Walter Maioli avec la Fondazione Ras a demarré le laboratoire « Synaulia à Stabies » à Castellammare di Stabia.

## Discographie
- Aktuala, Aktuala brani: Altamira and Mammuth R.C., LP – Bla Bla, 1973
- Aktuala, La Terra (The Earth),LP – Bla bla, 1974 et CD Artis, 1992
- Aktuala, Tapetto Volante (Flying Carpet) LP Bla Bla, 1976, CD Artist 1993
- Futuro Antico, Futuro Antico Cassette audio Soundcenter 1980
- Walter Maioli Anthology, 1985, Sound Reporters, Amsterdam
- Art of primitive sound, Musical instruments from prehistory: the paleolithic, Archeosound XA1001, 1991
- Archeon, 200.000 Jarr Muziek, 1995, Archeon, WTWCD 950301, 1995
- Synaulia, Music of Ancient Rome, Vol.1 Wind instruments, Amiata Records- ARNR 1396, 1996
- Taraxacum – Espolazione elettronica della NaturaWalter Maioli – Nirodh Fortini, CD – allegato alla rivista Anthropos & Iatria n. 4 – 2001
- Synaulia, CD Music of Ancient Rome, Vol.2 String instruments, Amiata Records, 2002
- Walter Maioli – I Flauti Etruschi – Tra Mito, Immaginario e Archeologia, Soundcenter – CDS01, 2003
- Walter Maioli – Caverne Sonore – I suoni delle stalattiti e stalagmiti – Toirano and Borgio Verezzi – Liguria, Italy, Soundcenter – CDS02, 2006
- Futuro Antico – Intonazioni Archetipe, Soundcenter, CDS03, 2007